# 세르비아 총리
세르비아의 총리(세르비아어: Премијер Србије / Premijer Srbije)는 세르비아의 정부 수반이다. 아래는 1941년 이후 세르비아의 정부 수반 목록이며, 의원내각제인 특성상 임기는 따로 정한 건 없다.

## 나치 군정 치하
인민위원회 위원장
- 밀란 아치모비치 (1941.4.30 ~ 1947.8.29) 파시스트

## 세르비아 구국 정부 (나치의 괴뢰 정권)
세르비아 구국 정부 주석
- 밀란 네디치 (1941.8.29 ~ 1944.10.10), 파시스트

## 세르비아 인민 공화국 (유고슬라비아 연방인민공화국) 1945년 ~ 1963년
세르비아의 총리（유고슬라비아 정부의 일부)
- 야샤 프로다노비치 (1945.3.7 ~ 1945.4.9), 유고슬라비아 공산당

총리
1. 블라고예 네슈코비치 (1945.4.9 ~ 1948.9.5), 유고슬라비아 공산당
2. 페타르 스탐볼리치 (1948.9.5 ~ 1953.2.5), 유고슬라비아 공산당 → 세르비아 공산주의자 동맹 (1952년 이후)

행정위원회 위원장
- 페타르 스탐볼리치 (1953.2.5 ~ 1953.12.16), 세르비아 공산주의자 동맹
- 요반 베셀리노프 (1953. 12.16 ~ 1957.4.6), 세르비아 공산주의자 동맹
- 밀로시 미니치 (1957.4.6 ~ 1962.6.9), 세르비아 공산주의자 동맹
- 슬로보단 페네지치 크르춘 (1962.6.9 ~ 1964.11.6), 세르비아 공산주의자 동맹

## 세르비아 사회주의 공화국(유고슬라비아 사회주의 연방공화국) 1963년 ~ 1991년
행정위원회 위원장
- 슬로보단 페네지치 크르춘 (1962.6.9 ~ 1964.11.6) 세르비아 공산주의자 동맹
  - 스테반 도로니스키 (1964. 11.6 ~ 1964.11.17) 대리, 세르비아 공산주의자 동맹
- 드라기 스타멘코비치 (1964.11.17 ~ 1967.5.6), 세르비아 공산주의자 동맹
- 주리차 요이키치 (1967.5.6 ~ 1969.5.6), 세르비아 공산주의자 동맹
- 밀렌코 보야니치 (1969.5.7 ~ 1974.5.6), 세르비아 공산주의자 동맹
- 두샨 츠크레비치 (1974.5.6 ~ 1978.5.6), 세르비아 공산주의자 동맹
- 이반 스탐볼리치 (1978.5.6 ~ 1982.5.5), 세르비아 공산주의자 동맹
- 브라니슬라브 이코니치 (1982.5.5 ~ 1986.5.6), 세르비아 공산주의자 동맹
- 데시미르 예프티치 (1986.5.6 ~ 1989. 12.5), 세르비아 공산주의자 동맹
- 스탄코 라드밀로비치 (1989.12.5 ~ 1991. 2.11), 세르비아 공산주의자 동맹 → 세르비아 사회당 (1991년 이후)

## 세르비아 (유고슬라비아 연방 공화국, 세르비아 몬테네그로) 1991년 ~ 2006년
총리
1. 드라구틴 젤레노비치 (1991.2.11 ~ 1991.12.23), 세르비아 사회당
2. 라도만 보조비치 (1991.12.23 ~ 1993. 2.10), 세르비아 사회당
3. 니콜라 사이노비치 (1993.2.10 ~ 1994.3.18), 세르비아 사회당
4. 미르코 마르야노비치 (1994.3.18 ~ 2000.10.24), 세르비아 사회당
5. *밀로미르 미니치(2000.10.24 ~ 2001.1.25), 세르비아 사회당
6. 조란 진지치 (2001.1.25 ~ 2003.3.12), 2003년 3월 12일 암살됨, 민주당
7. *네보이샤 초비치 (2003.3.12 ~ 2003. 3.17), 대리, 민주 대안
8. *자르코 코라츠 (2003년 3월 17일 ~ 2003년 3월 18일), 대리, 세르비아 사회민주당
9. 조란 지브코비치 (2003.3.18 ~ 2004.3.3), 민주당
10. 보이슬라브 코슈투니차 (2004.3.3 ~ 2006. 6.5), 민주당

## 세르비아
총리
1. 보이슬라브 코슈투니차 (2006.6.5 ~ 2008.7.7), 민주당
2. 미르코 츠베트코비치 (2008.7.7 ~ 2012.7.27), 무소속
3. 이비차 다치치 (2012.7.27 ~ 2014.4.27), 사회당
4. 알렉산다르 부치치 (2014.4.27 ~ 2017.5.31), 세르비아 진보당
5. 이비차 다치치 (대행) (2017.5.31 ~ 2017.6.29), 사회당
6. 아나 브르나비치 (2017.6.29 ~ 2024.5.2), 세르비아 진보당
7. 밀로스 부체비치 (2024.5.2 ~), 세르비아 진보당

## 같이 보기
- 세르비아의 대통령